# Coca-Cola
La Coca-Cola (in inglese anche nota come Coke) è una bibita industriale analcolica statunitense.

Con lo stesso nome viene spesso indicata anche la casa produttrice della bevanda, The Coca-Cola Company.

## Storia

Logo Coca-Cola Coke usato negli anni '80

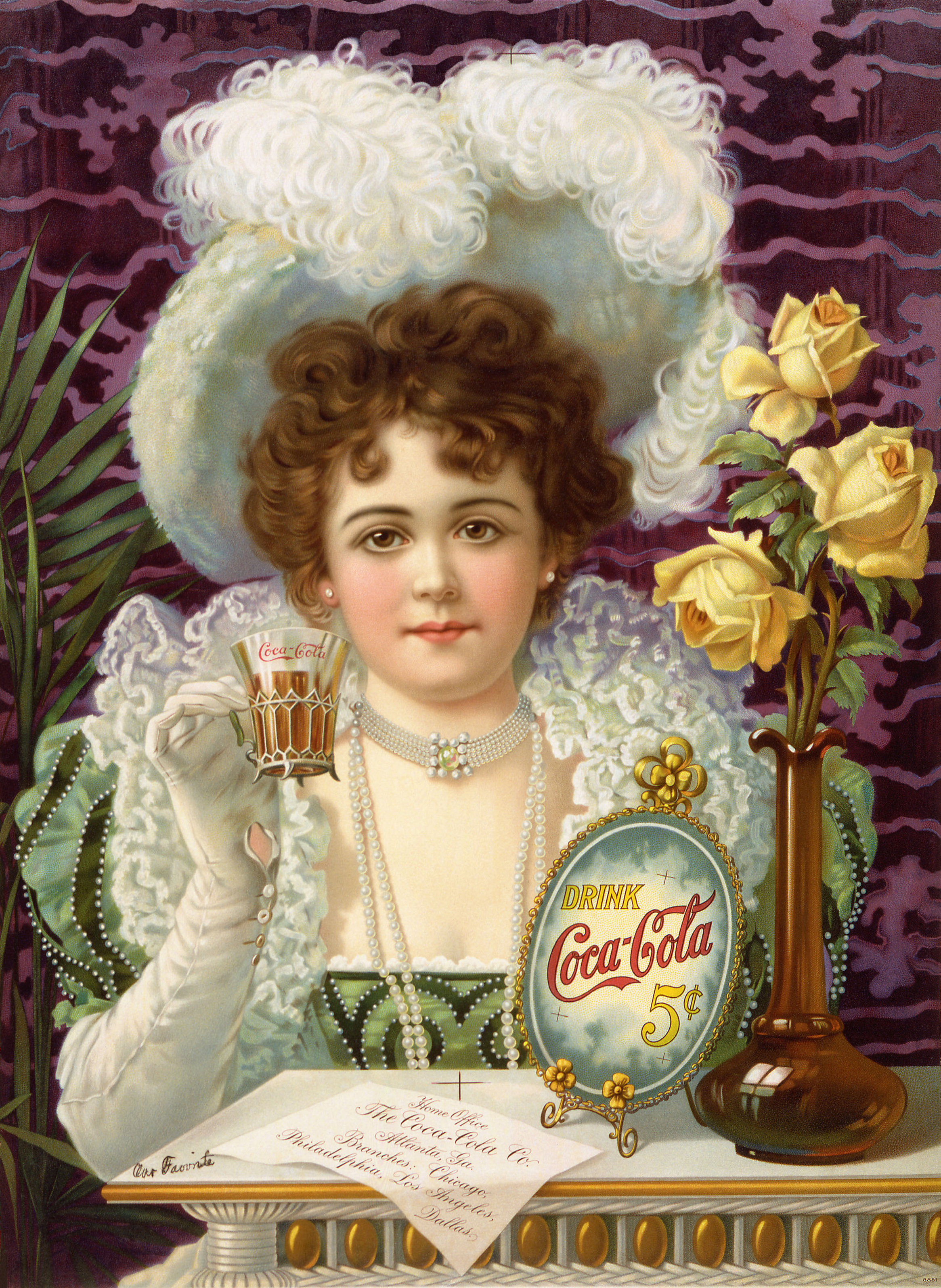
Manifesto pubblicitario della fine dell'Ottocento interpretato da Hilda Clark

La Coca-Cola fu inventata dal farmacista statunitense John Stith Pemberton l'8 maggio 1886 ad Atlanta, Georgia, inizialmente come rimedio per il mal di testa e per la stanchezza. Il primo nome che venne dato alla bevanda fu "Pemberton's French Wine Coca". Quella di Pemberton era una variazione del cosiddetto "vino di coca" (o Vin Mariani), una miscela di vino e foglie di coca che aveva avuto largo successo in Europa quando era stata creata dal farmacista còrso Angelo Mariani.
L'alcol venne in seguito sostituito con un estratto delle noci di cola, una pianta tropicale reputata non dannosa per la salute. Dall'uso combinato dei due ingredienti principali, la coca e la cola, la bibita acquisì il nome attuale. Quando anche la coca venne bandita (dalla pianta si estrae infatti la cocaina), venne scartato l'alcaloide dagli estratti dalle foglie di coca, mentre la cola (in noci) continuò ad essere usata.
Nonostante la scoperta, Pemberton accumulò forti debiti e per 2 300 dollari vendette formula e diritti della Coca-Cola ad Asa Candler, uomo d'affari che aveva intuito il potenziale della bevanda e compreso l'importanza della pubblicità per diffonderla e per sbaragliare la concorrenza. Dopo la quotazione in borsa dell'azienda nel 1919, la Coca-Cola cominciò la sua diffusione mondiale negli anni venti, trasformandosi in un 'business' di grandi dimensioni, gestito dalla The Coca-Cola Company con sede a New York, e che comprende ulteriori bibite (meglio note col nome di bevande gassate) come la Fanta e la Sprite.
Nel 1915 comparve la prima bottiglia nel tipico formato contour. Nel 1927 la Coca-Cola viene importata in Italia. Nel 1960 comparve la prima Coca-Cola in lattina, mentre nel 1980 anche quella in bottiglia PET. La bibita è disponibile nella maggioranza dei luoghi di ristorazione del mondo ed è la bevanda per eccellenza nei fast food. Il marchio è stato più volte indicato da numerose ricerche come il più conosciuto al mondo. La maggior rivale della Coca-Cola è la Pepsi, ma ne esistono moltissime imitazioni.
La Coca-Cola vanta diversi luoghi legati interamente al marchio, tra i quali un museo ad Atlanta, sede della compagnia, e alcuni negozi di merchandising, i World of Coca-Cola di New York e Las Vegas. Tra il 2013 e il 2015, in seno al progetto 5by20, migliorare le condizioni di 5 milioni di donne nel mondo entro il 2020, aprirà in 20 paesi 2 000 eco-chioschi per fornire acqua potabile, elettricità, farmaci e internet gratis in risposta alle accuse di pubblicità ingannevole e dell'aumento dell'obesità, soprattutto quella infantile. A gestire questi chioschi saranno donne o piccoli imprenditori locali di Africa, Asia, Sud America e Nord America.

### Aromi 7X
La bevanda contiene un aroma denominato "7X" (o anche "merchandise #7", ossia aroma numero 7): si tratta di estratti dalle foglie della pianta di coca, privati delle sostanze (alcaloidi) psicotrope. Le foglie della qualità Erythroxylum novogranatense, coltivate legalmente in Perù, sono poi esportate in New Jersey, dove la Stepan Company, sotto l'egida dell'ente antinarcotici statunitense DEA, provvede a ottenere l'estratto aromatico decocainizzato, la cui produzione è interamente acquistata dalla The Coca-Cola Company.
I partner imbottigliatori sono controllati dalle sedi Coca-Cola di riferimento per il territorio e ammontano a circa 250 al mondo.

### Logo
Il celebre logo della Coca-Cola fu creato con scarsa attenzione nel 1886 dal contabile dell'azienda, Artes Zetas Studioss, che fece solo alcuni piccoli ritocchi alla scritta, utilizzando come base il carattere Spencerian Script, che in quel tempo, negli Stati Uniti era fra i più comuni e utilizzati.
Si lega a questo logo una leggenda metropolitana che si è diffusa piuttosto rapidamente nel mondo: sembra che osservando la scritta Coca-Cola allo specchio sia possibile interpretare l'immagine come una frase in lingua araba che recherebbe un messaggio contro la cultura islamica, "No a Maometto, No alla Mecca, no alle preghiere". In realtà è improbabile che al momento della creazione di questo logo, quando ancora non esisteva la multinazionale The Coca-Cola Company e nessuno si sarebbe aspettato il successo a livello mondiale che la bevanda avrebbe riscosso, si pensasse di inserire un simile messaggio all'interno del celebre logo. Anche il Grand Mufti Sheik Nasser Farid Wassel, importante figura religiosa egiziana, ha commentato questi fatti facendo notare come questo marchio fu scritto in caratteri latini e non arabici più di un secolo fa; è dunque una voce che ha soltanto danneggiato la multinazionale, con un forte calo delle vendite registrato in alcuni paesi islamici.

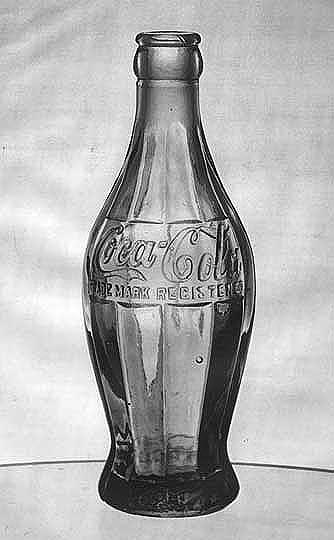
Prototipo

Per il 100º anniversario della Coca-Cola, nel 1986 è stato creato in Cile, sul fianco di una montagna, il più grande logo Coca-Cola del mondo. Sono state utilizzate circa 70 000 bottiglie di Coca-Cola e la scritta risulta di circa 30 per 120 metri. Nel 2011 la scritta è stata rinnovata per il 125º anniversario.

### Design del contenitore
La Coca-Cola è famosa per i particolari contenitori che la rendono facilmente distinguibile rispetto alle altre confezioni di bevande analcoliche; in particolare, le frequenti variazioni promozionali nella decorazione delle lattine in presenza di eventi, come il Natale o eventi sponsorizzati dalla bevanda, hanno reso queste ultime oggetto di collezionismo. Le bottiglie contour, comparse nel 1916, hanno una forma particolare con marchio registrato, probabilmente ispirata alle curve anatomiche dell'attrice Mae West che indossava il particolare abito aderente detto hobble skirt. Per lo stesso motivo, ebbe soprannome Coca l'attrice di sexploitation Isabel Sarli.
Il design del prototipo è stato ideato nel 1915 da Earl R. Dean, della Root Glass Company di Terre Haute, Indiana, che potrebbe essersi ispirato alla forma di un baccello di cacao. Il prototipo venne scartato perché inadatto alle macchine imbottigliatrici; tuttavia ispirò le forme della bottiglia definitiva che entrò in produzione nel 1916. Bottiglie similari, prima in vetro e poi in PET, sono state utilizzate anche dalla concorrente Pepsi, ma dalla forma significativamente diversa per non violare il copyright della Coca-Cola Corporation.

### Slogan pubblicitari
Agenzia pubblicitaria storica della Coca Cola è stata la D'Arcy, che ne curò la pubblicità dal 1906 al 1954 e che ebbe l'idea di impiegare Babbo Natale come testimonial natalizio a partire dal 1931.
- 1886: Drink Coca-Cola;
- 1904: Delicious and Refreshing;
- 1905: Coca-Cola Revives and Sustains;
- 1906: Great National Temperence Beverage;
- 1908: Good to the Last Drop;
- 1917: Three Million a Day;
- 1920: Drink Coca-Cola with Soda, the Hit That Saves The Day;
- 1922: Thirst Knows No Season;
- 1923: Refresh Yourself, There's Nothing Like It When You're Thirsty;
- 1924: Pause and Refresh Yourself;
- 1925: Six Million a day;
- 1926: Stop at the Red Sign;
- 1927: Around the Corner from Everywhere;
- 1928: A Pure Drink of Natural Flavors;
- 1929: The Pause That Refreshes;
- 1930: Meet Me at the Soda Fountain;
- 1932: Ice Cold Sunshine;
- 1932: The Drink That Makes Pause Refreshing;
- 1934: When It's Hard to Get Started, Start with A Coca-Cola;
- 1935: All Trails Lead to Ice-Cold Coca-Cola;
- 1936: Get the Feel of Wholesome Refreshment;
- 1937: Stop for a Pause...Go Refreshed;
- 1938: The Best Friend Thirst Ever Had;
- 1938: Anytime Is the Right Time to Pause and Refresh, Pure as Sunlight;
- 1939: Thirst Stops Here. Makes Travel More Pleasant;
- 1940: The Package That Gets a Welcome at Home;
- 1941: A Stop That Belongs on Your Daily Timetable;
- 1942: The Only Thing like Coca-Cola Is Coca-Cola Itself. It's the Real Thing;
- 1942: Wherever You Are, Whatever You Do, Whereever You May Be, When You Think of Refreshment, Think of Ice-Cold Coca-Cola;

- 1943: A Taste All It's Own;
- 1944: High Sign of Friendship;
- 1945: Coke Means Coca-Cola;
- 1947: Relax with the Pause That Refreshes;
- 1948: Where there Is Coke There Is Hospitality;
- 1949: Along the Highway to Anywhere;
- 1950: Help Yourself to Refreshment;
- 1951: Good Food and Coca-Cola Just Naturally Go Together;
- 1952: Coke Follows Thirst Everythere;
- 1953: Dependable as Sunshine;
- 1954: For People on the Go;
- 1955: Americans Prefer Taste;
- 1956: Feel the Difference, Makes Good Things Taste Better;
- 1957: Sign of Good Taste;
- 1958: Refreshment the Whole World Prefers;
- 1959: Relax Refreshed with Ice-Cold Coca-Cola;
- 1959: Make It the Real Meal;
- 1960: Relax with a Coke, Revive with a Coke;
- 1961: Coke and Food;
- 1962: Enjoy That Refreshing New Feeling;
- 1963: Things Go Better with Coke;
- 1964: You'll Go Better Refreshed;
- 1965: Something More than a Soft Drink;
- 1966: Coke... After Coke... After Coke;
- 1970: It's the Real Thing;
- 1971: I'd Like to Buy the World a Coke;
- 1975: Look up America;
- 1976: Coke Adds Life;
- 1979: Have a Coke and a Smile;

- 1982: Coke Is It!;
- 1985: We've Got a Taste for You (Coca-Cola e Coca-Cola Classic); America's Real Choice World a Coke;
- 1985: New Coke, the Best Just Got Better!;
- 1986: Catch the Wave (Coca-Cola); Red White & You (Coca-Cola Classic);
- 1987: Can't Beat the Feeling;
- 1988: Can't Beat the Real Thing;
- 1993: Sempre Coca Cola (Always Coca-Cola);
- 2000: Enjoy Coca-Cola;
- 2001: Life Tastes Good;
- 2003: Coca-Cola Real;
- 2005: Coke Light, Have a Great Break;
- 2006: Taste the Coke Side of Life;
- 2006: Great Taste, Zero Sugar;
- 2007: Make Every Drop Count;
- 2008: Vivi il lato Coca Cola della vita (Welcome to the Coca-Cola Side of Life)[11];
- 2009: Stappa la felicità (Open Happiness);
- 2009: Vivi la musica e accendi l'estate;
- 2009: The Impossible Made Possible;
- 2010: Buon appetito con Coca-Cola;
- 2011: Open Happiness;
- 2012: Open Happiness (Coca-Cola); Gusto Coca-Cola, it's possible (Coca-Cola Zero);
- 2013: Stappa la felicità [12];
- 2014: Gustala ghiacciata;
- 2016: Taste the Feeling.
- 2017: Original taste.
- 2018: Taste the Feeling (Coca-Cola); Gusto Coca-Cola, Zero Calorie (Coca-Cola Zero).
- 2020: È il gusto che ci unisce.
- 2021: Ci saremo, come mai prima.
- 2022: Real Magic®.

## Produzione

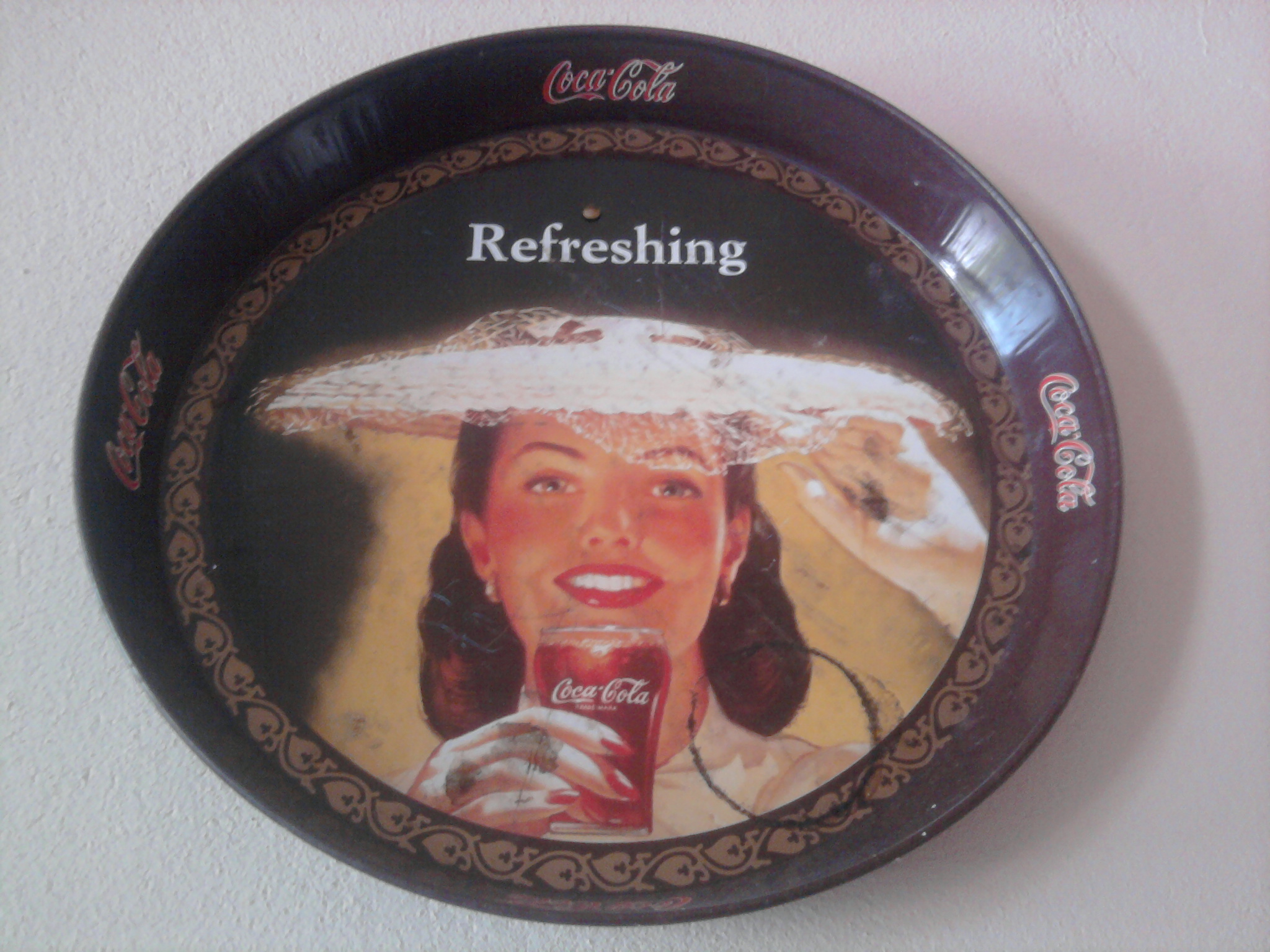
Vecchio portabevande prodotto dalla Coca-Cola

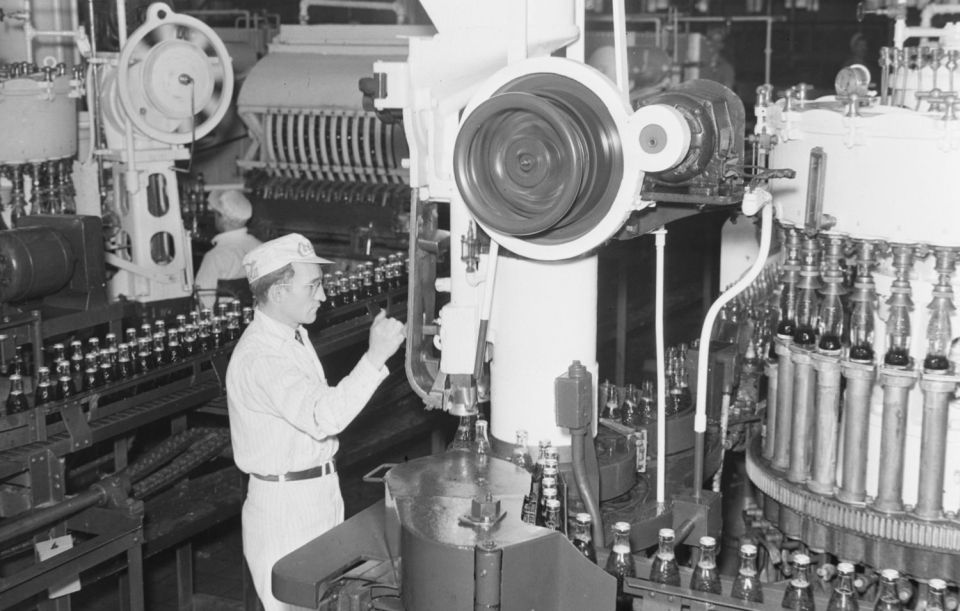
Imbottigliamento fabbrica di Coca-Cola Canada Ltd. 8 gennaio 1941. Montréal, Canada

La ricetta della Coca-Cola non è mai stata rivelata in modo ufficiale, nemmeno in parte. È sicuramente cambiata più volte nel tempo, per allinearsi alle legislazioni nazionali dei vari paesi in cui viene prodotta e/o commercializzata; la formula viene quindi modificata in base al progresso di società e cultura, ottenendo anche tagli dei costi di produzione, a partire dagli anni novanta.

### Distribuzione
Coca-Cola Company fa produrre la bevanda a fornitori imbottigliatori, unici per ogni determinato territorio, che ricevono il concentrato, prodotto unicamente dalla casa madre, e lo diluiscono con acqua gassata e zucchero secondo una prefissata proporzione, per poi procedere al confezionamento (bottiglia, lattina, fusto). Ad essere segreta e conosciuta solo da pochissime persone è quindi la ricetta del concentrato.

## Composizione

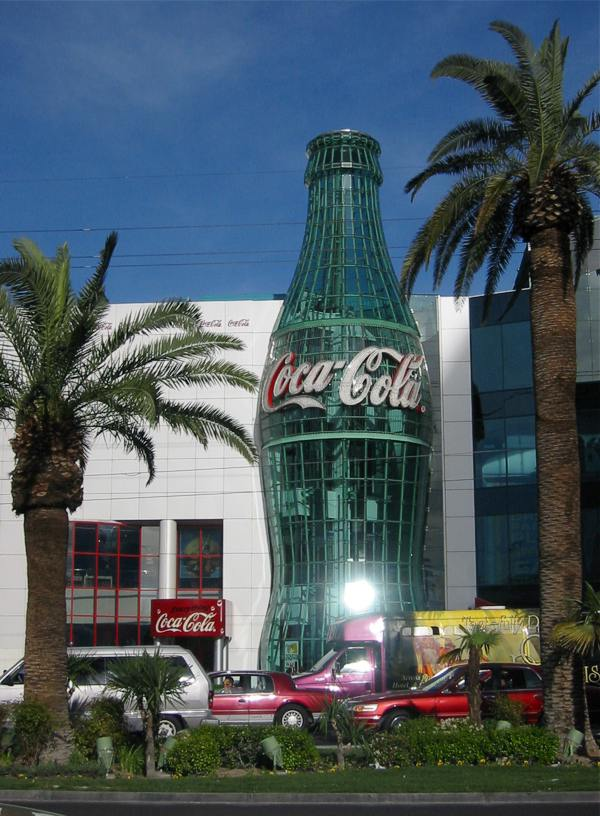
Negozio World of Coca-Cola a Las Vegas

La composizione viene indicata sull'etichetta della bevanda. Gli ingredienti sono elencati in ordine di peso, tuttavia la Coca-Cola Company, come la maggior parte delle aziende alimentari, non ha mai reso pubbliche le proporzioni esatte degli ingredienti né la ricetta.
- Acqua
- Anidride carbonica
- Zucchero (solitamente sciroppo di glucosio, ma diversi dolcificanti possono essere utilizzati nelle versioni dietetiche o in altre)
- Colorante E150d (caramello solfito ammoniacale)
- Acido fosforico
- Aromi naturali (tra i quali è presente l'estratto di foglie di coca prodotto dalla Stepan Company[14][15])
- Caffeina 100 mg/L[16] (quantità variabile in versioni dietetiche o altre)

## Critiche e controversie
La Coca-Cola è stata oggetto nel tempo di aspre polemiche.

### Sindacati e simili
La Coca-Cola ha ricevuto critiche per il mancato rispetto di norme igieniche nelle fasi produttive e comportamenti antisindacali in Colombia, dove addirittura, secondo i sindacati, ha ispirato una campagna di terrore attuata da squadre della morte per spaventare, uccidere e sequestrare sindacalisti e lavoratori sindacalizzati, come riporta un articolo del 2001. La Coca-Cola si è difesa affermando che altre società gestiscono gli impianti colombiani, sulle cui scelte la multinazionale non ha responsabilità. È stato affermato anche che la multinazionale ha responsabilità indiretta per l'assassinio del sindacalista Isidro Segundo Gil, avvenuto alla fine del 1996 e altrove, parlando della repressione attuata dai paramilitari, è scritto: "Otto omicidi, innumerevoli sequestri, aggressioni, trasferimenti forzati, montature giudiziarie e minacce". Circa i comportamenti antisindacali, SINALTRAINAL ha detto: "Se un lavoratore parla con un lavoratore sindacalizzato l'impresa gli sospende il contratto": infatti la Coca-Cola viene accusata di isolare e di costringere a rinunciare alle convenzioni lavorative collettive i lavoratori a tempo indeterminato non sindacalizzati, come il primo dei due della citazione.
I critici della Coca Cola sono a volte accusati dall'azienda di muoversi da posizioni ideologiche secondo logiche anti-imperialistiche e anti-globalizzazione. Secondo una classifica di Behind the Brands, la Coca Cola Company per quanto riguarda l'interesse nei confronti della terra e delle comunità che vi abitano riceve una votazione di 2/10, per le donne 5/10, per i produttori agricoli 3/10, per i braccianti agricoli 6/10, per il cambiamento climatico 6/10, per la trasparenza 5/10 e per l'acqua 5/10, con un punteggio totale di 46 su 100.

### Aspetti medici
Dopo diverse pressioni effettuate dall'associazione a tutela dei consumatori Center for Science in the Public Interest, che ha avviato una petizione rivolta alla Food and Drug Administration per vietare alcuni coloranti (E150d oppure 4-MEI o 4-MI) cancerogeni presenti nella Coca-Cola, la società multinazionale ha deciso di cambiare ricetta (ma solo in California dove è stato denunciato il fatto).
La bevanda contiene acido fosforico che le conferisce un valore di pH di circa 2,4, compreso tra quello del succo gastrico (pH 1,5) e quello dell'aceto (pH 3,0), il pH della bevanda non risulta particolarmente dannoso a livello gastrico in quanto il pH dello stomaco raggiunge normalmente valori inferiori, da 1 a 2.
La Coca Cola Company ha sempre mantenuto il riserbo sull'elenco degli ingredienti: tra le motivazioni addotte dell'azienda, una è quella che gli stessi sono già per legge presenti in etichetta, anche se non è resa pubblica, dal momento che la legge non lo richiede, l'esatta composizione delle sostanze aromatizzanti che vengono invece comprese sotto la generica indicazione di legge di "aromi naturali".
Nel maggio 2006 lo Stato della California ha accusato la The Coca-Cola Company di aver importato dal Messico e distribuito per almeno quattro anni bottiglie con alto contenuto di piombo nella vernice delle etichette. L'azienda ha respinto le accuse, a differenza della Pepsi, che per un'accusa analoga risalente ad alcune settimane prima preferì pagare una multa da 2,25 milioni di dollari e ritirare dal mercato le confezioni sospette.

### Azioni contro la Coca-Cola
Il sindacato SINALTRAINAL, per accertare le responsabilità degli esecutori e dei mandanti delle violazioni dei diritti umani e dei crimini e condannarli, per ottenere una politica aziendale che dia condizioni corrette ai lavoratori e che permetta l'attività sindacale, e per avere un risarcimento dei danni, ha fatto partire una campagna di boicottaggio, la Stop Killer Coke, lanciata nel 2005.
In India l'azienda è stata al centro di una protesta e di una battaglia legale a causa dello sfruttamento delle risorse locali e dell'inquinamento provocato.

## Curiosità
- Alcuni ritengono che la Coca-Cola Company sia famosa anche per aver dato il caratteristico colore rosso al costume di cui parla la leggenda di Babbo Natale, che si può ricollegare ed identificare con il vescovo san Nicola (protettore dei bambini), divenuto in seguito Santa Claus nei paesi anglosassoni.[25] In realtà Babbo Natale era già stato raffigurato con un vestito rosso prima delle campagne pubblicitarie natalizie dell'azienda nel 1931, in particolare dalle documentazioni iconografiche del disegnatore Thomas Nast e in una cartolina di Natale stampata da Louis Prang. Tuttavia, la Coca-Cola ha contribuito a creare l'immagine dell'abbigliamento "moderno" di Babbo Natale, introducendo questa nuova figura dall'aspetto affabile e umano.[26]

- Nel 1985, nel contesto di quella che negli Stati Uniti viene definita "Space Cola War", l'azienda creò una speciale lattina per permettere agli astronauti di bere Coca-Cola nello spazio, nonostante per ragioni di sicurezza questo non sia più possibile.[27][28]

- Coca-Cola è al primo posto nella classifica dei soft drinks più venduti nella grande distribuzione in Italia, seguita da Coca-Cola Zero e Estathé.[29]